# Opius dimidiatus
Opius dimidiatus är en stekelart som först beskrevs av William Harris Ashmead 1889.  Opius dimidiatus ingår i släktet Opius och familjen bracksteklar. Inga underarter finns listade i Catalogue of Life.